# Mimetus japonicus
Mimetus japonicus är en spindelart som beskrevs av Toshio Uyemura 1938. Mimetus japonicus ingår i släktet Mimetus och familjen kaparspindlar. Inga underarter finns listade i Catalogue of Life.